# Lions de Hussein
 (octobre 2023).
Si vous disposez d'ouvrages ou d'articles de référence ou si vous connaissez des sites web de qualité traitant du thème abordé ici, merci de compléter l'article en donnant les références utiles à sa vérifiabilité et en les liant à la section « Notes et références ».
Les Gardiens des Forces Syriennes - Lions de Hussein (arabe : قوات حماة سوريا - أسود الحسين , Quwat Humat Souriya - Usud al-Hussein), anciennement connus sous le nom de Brigade des Lions de Hussein (arabe : لواء أسود الحسين , Liwa Usud al-Hussein) et souvent abrégé en Lions de Hussein, sont une milice alaouite qui combat pour le gouvernement baasiste pendant la guerre civile syrienne. L'unité a pour origine le nom de Shabiha qui opère dans le gouvernorat de Lattaquié depuis les années 1980 et qui n'a adopté son nom et son apparence actuels qu'en 2015. Depuis lors, les Lions de Hussein auraient poursuivi leurs « activités criminelles parallèles ». Le groupe est dirigé par des cousins de Bachar el-Assad et du général Maher el-Assad.

## Histoire
Les Lions de Hussein ont commencé comme le gang personnel de Mohammad Tawfiq al-Assad, originaire de Qardaha et membre de la grande famille el-Assad. Dans les années 1980, le groupe dirigeait des réseaux de contrebande dans tout Lattaquié, faisait du trafic de contrebande. Selon une source de l'opposition syrienne , les activités du groupe sont devenues si excessives que Bassel al-Assad a fait jeter Mohammad et certains de ses collaborateurs en prison, bien qu'ils aient finalement été libérés sur ordre de Bachar al-Assad.

## Équipement
Les Lions de Hussein sont considérés comme « bien armés » , leurs armes principales semblent être des AKM et des AK-74. Le groupe est également armé de lance-roquettes 9K111 Fagot ou 9M113 Konkurs et au moins un char.